# Камени
Каме́ни (лат. Camenae) — назва шанованих у Римі італьських богинь, найславетнішою з яких була Егерія. В околиці Риму їм був присвячений гай. Римські поети часто називали їх музами. Згодом камени стали покровительками мистецтва.